# Hemerobius apatridus
Hemerobius apatridus är en insektsart som beskrevs av Monserrat 2001. Hemerobius apatridus ingår i släktet Hemerobius och familjen florsländor. Inga underarter finns listade i Catalogue of Life.